# Kreis Danziger Höhe
Der Kreis Danziger Höhe war von 1887 bis 1920 ein  Landkreis im Regierungsbezirk Danzig der preußischen Provinz Westpreußen. Von 1920 bis 1939 bestand er ohne seine nun polnischen Anteile als Landkreis Danziger Höhe in der Freien Stadt Danzig fort. Sein Gebiet liegt heute im polnischen Powiat Gdański. Der Sitz des Landratsamtes befand sich in der Sandgrube 24 in Danzig.

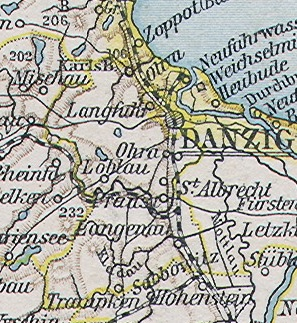
Der Kreis Danziger Höhe bis 1920

Die Provinz Westpreußen
Regierungsbezirk Marienwerder
Regierungsbezirk Danzig

## Verwaltungsgeschichte

### Deutsches Reich
Durch das kontinuierliche Anwachsen der Bevölkerung im 19. Jahrhundert erwiesen sich die Flächen mancher Kreise in Westpreußen als zu groß. Eine Verkleinerung der Kreise erschien erforderlich. Dadurch entstanden am 1. Oktober 1887 auf dem Gebiet des bisherigen Landkreises Danzig die neuen Kreise Danziger Höhe und Danziger Niederung, während der südliche Teil des Landkreises Danzig an den neu eingerichteten Kreis Dirschau fiel. Die Landratsämter für die beiden neuen Danziger Kreise wurden in Danzig eingerichtet. Am 1. April 1902 schieden die beiden Landgemeinden Heiligenbrunn und Zigankenberg sowie der Gutsbezirk Hochstrieß aus dem Kreis aus und wurden in den Stadtkreis Danzig eingemeindet. Am 1. April 1914 folgten die Landgemeinden Brösen, Saspe und Schellmühl.

### Freie Stadt Danzig

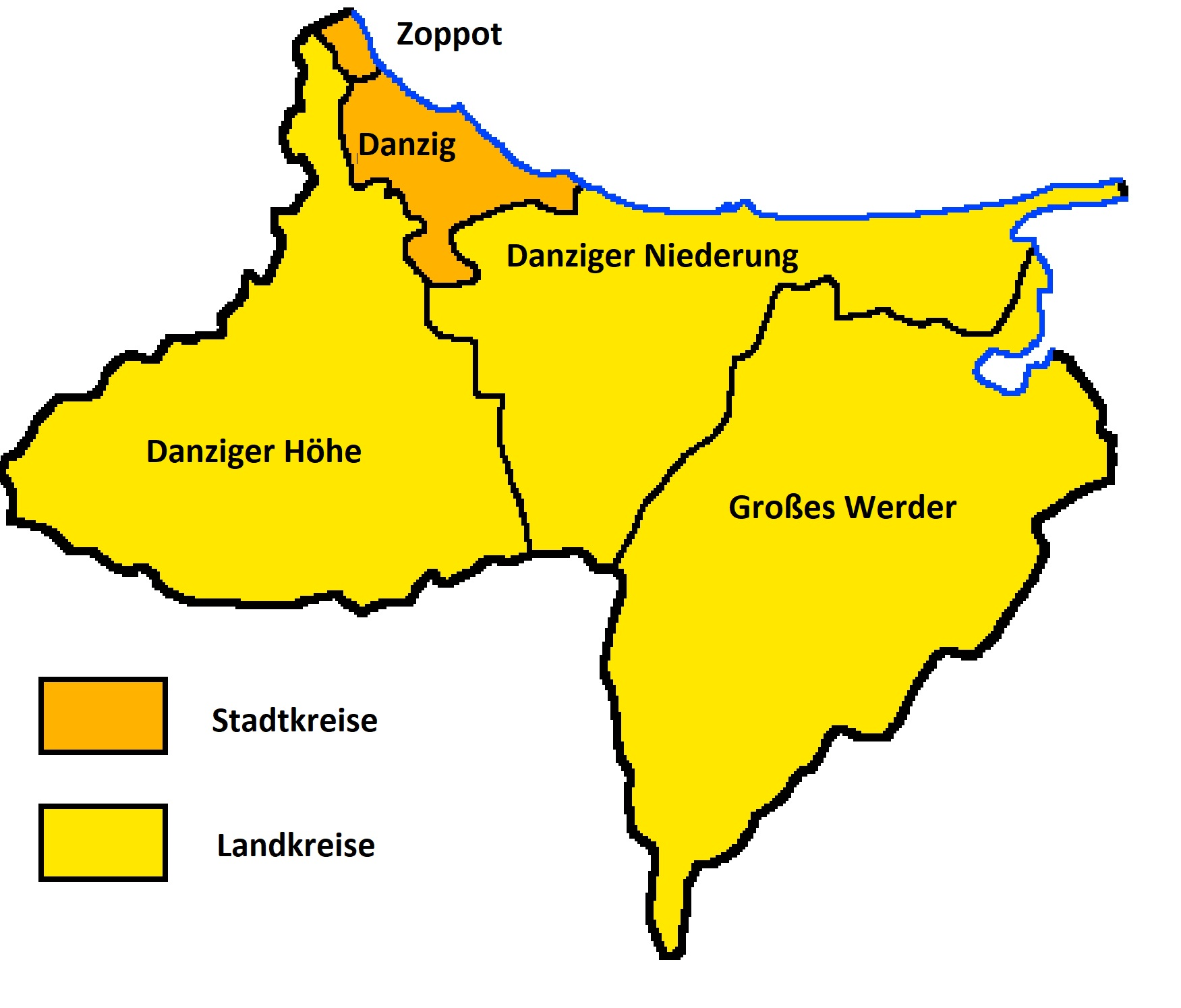
Staatsgebiet der Freien Stadt mit den zwei Stadtkreisen (orange) und drei Landkreisen (gelb), die Danziger Höhe im Westen

Mit dem Inkrafttreten des Versailler Vertrages am 10. Januar 1920 fiel der Kreis Danziger Höhe an die neu gebildete Freie Stadt Danzig. Deren Grenzen durchschnitten die historischen Kreisgrenzen, so dass der Kreis Danziger Höhe neu zugeschnitten wurde:
- Die Gemeinden Bissau, Gluckau und Ramkau des Kreises Danziger Höhe fielen an Polen.
- Die Gemeinden Barenhütte, Ellerbruch, Grenzacker, Groß Paglau, Oberhölle, Ochsenkopf, Scharshütte, Schwarzhütte, Strauchhütte, Strippau, Trockenhütte und Wiesenthal des aufgelösten Kreises Berent kamen zum Kreis Danziger Höhe.
- Die Gemeinden Golmkau, Hohenstein, Klempin, Kohling, Lamenstein, Postelau, Rambeltsch, Sobbowitz und Uhlkau des aufgelösten Kreises Dirschau kamen zum Kreis Danziger Höhe.
- Die Gemeinden Babenthal, Buschkau, Czapielken, Glasberg, Klanau, Maidahnen, Mariensee, Marschau, Neuendorf, Niedersommerkau, Oberhütte, Oberkahlbude, Obersommerkau, Ostroschken, Ottomin, Pomlau, Prangenau, Schönbeck, Stangenwalde und Tiefenthal des aufgelösten Kreises Karthaus kamen zum Kreis Danziger Höhe.
- Die Stadt Zoppot aus dem aufgelösten Kreis Neustadt in Westpreußen kam zum Kreis Danziger Höhe.

Der Kreis wurde ab 1920 als Landkreis Danziger Höhe bezeichnet. Anders als in Deutschland, wo die Bezeichnung Landkreis 1939 durchgängig eingeführt wurde, galt sie in der Freien Stadt Danzig gemäß Art. 68 ihrer Verfassung ab 1920.
Zoppot schied am 15. März 1920 wieder aus dem Landkreis aus und wurde zu einem Stadtkreis erhoben. Zum 1. Juli 1926 wurden Landgemeinde und Gutsbezirk Oliva aus dem Landkreis Danziger Höhe in den Stadtkreis Danzig umgegliedert. Zum 1. Oktober 1929 fand entsprechend der Entwicklung in Preußen eine Gebietsreform statt, bei der alle Gutsbezirke bis auf die unbewohnten Forstgutsbezirke aufgelöst und benachbarten Landgemeinden zugeteilt wurden. Die Gemeinden Altdorf, Brentau und Ohra wurden 1933 in die Stadt Danzig eingemeindet, ebenso 1934 die Gemeinde Emaus.
Nach dem Überfall auf Polen wurde das Gebiet der Freien Stadt Danzig am 1. September 1939 vom Deutschen Reich annektiert. Zum 1. Dezember 1939 wurde der Landkreis Danziger Höhe in den neuen Landkreis Danzig eingegliedert. Gegen Ende des Zweiten Weltkriegs wurde das ehemalige Kreisgebiet im Frühjahr 1945 von der Roten Armee besetzt. Nach Beendigung der Kampfhandlungen wurde es seitens der sowjetischen Besatzungsmacht der Volksrepublik Polen zur Verwaltung überlassen. In der Folgezeit wurde die einheimische Bevölkerung von der polnischen Administration bis auf wenige Ausnahmen aus dem ehemaligen Kreisgebiet vertrieben.

## Landräte
- 1887–190400Heinrich Maurach (1854–1904)
- 1904–191500Emil Venske
- 1915–192000von Unger
- 1925–193300George Hinz

## Bevölkerung

### Einwohnerentwicklung
| - 1890: 39.763 - 1900: 53.119 - 1910: 53.506 |

### Konfessionen
| Jahr | evangelisch | evangelisch | katholisch | katholisch | jüdisch | jüdisch |
| ---- | ----------- | ----------- | ---------- | ---------- | ------- | ------- |
| Jahr | absolut     | %           | absolut    | %          | absolut | %       |
| 1890 | 17.465      | 43,9        | 22.116     | 55,6       | 69      | 0,2     |
| 1910 | 23.955      | 44,8        | 29.206     | 54,6       | 83      | 0,2     |

## Gliederung in kommunale Einheiten
Als kommunale Einheiten umfasste der Kreis Danziger Höhe bis 1920 Gemeinden und Bezirke (Forst- und Gutsbezirke). Durch die neuen Staatsgrenzen fielen 1920 neun kommunale Einheiten an den Powiat Kartuski in der neuen Woiwodschaft Pommerellen, wohingegen mehr kommunale Einheiten aus anderen Kreisen neu hinzutraten (21 vom Kreise Karthaus, 13 vom Kreise Berent, 12 vom Kreise Dirschau, für wenige Monate noch eine Stadt vom Kreis Neustadt in Westpreußen). Die Danziger Höhe gab sukzessive 17 kommunale Einheiten durch Eingemeindung an die Stadt Danzig ab. Ebenfalls wurden sukzessive Guts- und Forstbezirke entweder zu Gemeinden erhoben, benachbarten Gemeinden zugeschlagen oder mit weiteren Bezirken zu einer neuen Gemeinde zusammengefasst, bis schließlich 1929 für alle verbliebenen Bezirke der Wandel der Rechtsform zwingend wurde. Nur der Forstbezirk Oliva blieb bestehen. Die Tabelle führt amtliche Namen, die vielfach, gelegentlich sogar mehrmals, wechselten, und gängige Varianten derselben zusammen. Grund der Namensänderungen waren v. a. politisch gewollte Bestrebungen, den Toponymen ihr angestammtes Gepräge zu nehmen und sie zu germanisieren bzw. polonisieren. Zu den Quellen des Verzeichnisses siehe in den Fußnoten.
| Name amtlich 1887–1939                                                         | Variante(n) des Namens           | Name amtlich nach 1945                         | Einwohner (Jahr)            | Status | Danziger Höhe zugehörig       | vorher Teil des Kreises |
| ------------------------------------------------------------------------------ | -------------------------------- | ---------------------------------------------- | --------------------------- | --- | ----------------------------- | ----------------------- |
| Adlig Groß Czapielken bis 1923, Schaplitz fortan                               |                                  | Wielki Czapielsk Szlachecki                    | 164 (1910)                  | Gutsbezirk, 1929 zu Königlich Czapielken                                                                                         | 1920–1939                     | Karthaus                |
| Altdorf                                                                        |                                  | Stara Wieś                                     | 52 (1910)                   | Gemeinde, 1933 zu Danzig-Stadt                                                                                                   | 1887–1933                     | Danzig-Land             |
| Artschau                                                                       |                                  | Arciszewo                                      | 103 (1910)                  | Gutsbezirk, ging 1929 in Straschin-Prangschin auf                                                                                | 1887–1939                     | Danzig-Land             |
| Babenthal                                                                      | Babendoll                        | Babidół                                        | 133 (1910) 278 (1929)       | Gutsbezirk bis 1929, dann Gemeinde                                                                                               | 1920–1939                     | Karthaus                |
| Bangschin                                                                      | Bendieszin                       | Będzieszyn                                     | 174 (1910)                  | Gutsbezirk, 1929 zu Praust | 1887–1939                     | Danzig-Land             |
| Bankau                                                                         |                                  | Bąkowo                                         | 235 (1910)                  | Gutsbezirk, 1929 zu Jenkau | 1887–1939                     | Danzig-Land             |
| Barenhütte                                                                     | Baarenhütte                      | Borowina                                       | 248 (1910) 287 (1929)       | Gemeinde | 1920–1939                     | Berent                  |
| Bechsteinswalde                                                                |                                  | Kamionka                                       | 130 (1910)                  | Gutsbezirk, 1929 zu Sobbowitz | 1920–1939                     | Dirschau                |
| Bissau                                                                         | Biesowo                          | Bysewo                                         | 678 (1910)                  | Gemeinde, ging an Powiat Kartuski über                                                                                           | 1887–1920                     | Danzig-Land             |
| Bölkau siehe: Klein Bölkau                                                     |                                  |                                                |                             | |                               |                         |
| Borgfeld                                                                       |                                  | Borkowo                                        | 343 (1910) 356 (1929)       | Gemeinde | 1887–1939                     | Danzig-Land             |
| Borrenschin                                                                    | Boręcin                          | Borzęcin                                       | 27 (1910)                   | Gutsbezirk, 1929 zu Gischkau | 1887–1939                     | Danzig-Land             |
| Bösendorf                                                                      | Zławieś                          | Zła Wieś                                       | 138 (1910)                  | Gemeinde | 1887–1939                     | Danzig-Land             |
| Braunsdorf                                                                     |                                  | Błotnia                                        | 395 (1910)                  | Gemeinde | 1887–1939                     | Danzig-Land             |
| Brentau                                                                        | Brentowo                         | Brętowo                                        | 1.179 (1910)                | Gemeinde, 1933 zu Danzig-Stadt                                                                                                   | 1887–1933                     | Danzig-Land             |
| Brösen                                                                         | Bresen                           | Brzeźno                                        | 2.504 (1910)                | Gemeinde, 1914 zu Danzig-Stadt                                                                                                   | 1887–1914                     | Danzig-Land             |
| Buschkau siehe: Ober Buschkau                                                  |                                  |                                                |                             | |                               |                         |
| Czapeln                                                                        |                                  | Czaple                                         | 121 (1910)                  | Gutsbezirk, ging an Powiat Kartuski über                                                                                         | 1887–1920                     | Danzig-Land             |
| Czerniau bis 1906, Scherniau fortan                                            |                                  | Czerniewo                                      | 254 (1910) 323 (1929)       | Gemeinde | 1887–1939                     | Danzig-Land             |
| Czerniau bis 1905, Gutsbezirk Schwarzenfelde fortan                            |                                  | Czerniec                                       | 124 (1910)                  | Gutsbezirk, 1929 zur Gemeinde Czerniau                                                                                           | 1887–1939                     | Danzig-Land             |
| Domachau                                                                       | Dommachau                        | Domachowo                                      | 118 (1910)                  | Gutsbezirk, 1929 zu Saskoschin                                                                                                   | 1887–1939                     | Danzig-Land             |
| Ellerbruch                                                                     |                                  | Olszanka                                       | 239 (1910) 203 (1929)       | Gemeinde | 1920–1939                     | Berent                  |
| Ellernitz                                                                      |                                  | Lniska                                         | 108 (1910)                  | Gutsbezirk, ging an Powiat Kartuski über                                                                                         | 1887–1920                     | Danzig-Land             |
| Emaus                                                                          |                                  | Emaus                                          | 2.217 (1910)                | Gemeinde, 1934 zu Danzig-Stadt                                                                                                   | 1887–1934                     | Danzig-Land             |
| Gischkau                                                                       |                                  | Juszkowo                                       | 357 (1910)                  | Gemeinde | 1887–1939                     | Danzig-Land             |
| Glasberg                                                                       |                                  | Szklana Góra                                   | 299 (1910) 234 (1929)       | Gemeinde | 1920–1939                     | Karthaus                |
| Glettkau                                                                       | Gletkowo                         | Jelitkowo                                      | 254 (1910)                  | Gemeinde, 1901 zu Oliva, mit diesem 1925 zu Danzig-Stadt                                                                         | 1887–1925                     | Danzig-Land             |
| Gluckau                                                                        |                                  | Klukowo                                        | 574 (1910)                  | Gemeinde, ging an den Powiat Kartuski über                                                                                       | 1887–1920                     | Danzig-Land             |
| Goldkrug                                                                       |                                  | Złota Karczma                                  | 24 (1905) 39 (1929)         | Ortslage von Mattern bis 1920 (das ansonsten an den Powiat Kartuski überging), dann Gemeinde                                     | 1887–1939                     | Danzig-Land             |
| Golmkau siehe: Groß Golmkau                                                    |                                  |                                                |                             | |                               |                         |
| Goschin                                                                        | Goschyn                          | Goszyn                                         | 212 (1910)                  | Gutsbezirk, 1929 zu Klein Bölkau                                                                                                 | 1887–1939                     | Danzig-Land             |
| Grenzacker                                                                     |                                  | Blizny                                         | 142 (1910) 114 (1929)       | Gemeinde | 1920–1939                     | Berent                  |
| Grenzdorf                                                                      |                                  | Graniczna Wieś                                 | 279 (1910)                  | Gemeinde | 1887–1939                     | Danzig-Land             |
| Groß Bölkau                                                                    | Groß Billekaw                    | Bielkowo                                       | 266 (1910)                  | Gutsbezirk, 1929 zu Löblau | 1887–1939                     | Danzig-Land             |
| Groß Golmkau bis 1929, Golmkau fortan                                          |                                  | Gołąbkowo                                      | 495 (1929)                  | Gemeinde | 1920–1939                     | Dirschau                |
| Groß Kleschkau bis 1929, Kleschkau fortan                                      |                                  | Kleszczewo                                     | 219 (1910)                  | Gemeinde | 1887–1939                     | Danzig-Land             |
| Groß Kleschkau, Gutsbezirk                                                     |                                  | Kleszczewo                                     | 225 (1910)                  | Gutsbezirk, 1929 zur Gemeinde Groß Kleschkau                                                                                     | 1887–1939                     | Danzig-Land             |
| Groß Paglau                                                                    |                                  | Pawłowo                                        | 493 (1910) 257 (1929)       | Gutsbezirk bis 1929, dann Gemeinde                                                                                               | 1920–1939                     | Berent                  |
| Groß Saalau                                                                    |                                  | Żuława                                         | 252 (1910)                  | Gutsbezirk, 1929 zu Saalau | 1887–1939                     | Danzig-Land             |
| Groß Trampken                                                                  |                                  | Trąbki Wielkie                                 | 428 (1910) 506 (1929)       | Gemeinde | 1887–1939                     | Danzig-Land             |
| Groß Trampken, Gutsbezirk                                                      |                                  | Trąbki Wielkie                                 | 133 (1910)                  | Gutsbezirk, 1929 zur Gemeinde Groß Trampken                                                                                      | 1887–1939                     | Danzig-Land             |
| Guteherberge                                                                   | Lipicz                           | Lipce                                          | 418 (1910) 473 (1929)       | Gemeinde, 1939 zu Danzig-Stadt                                                                                                   | 1887–1939                     | Danzig-Land             |
| Heiligenbrunn                                                                  |                                  | Studzienka                                     | 742 (1905)                  | Gemeinde, 1902 zu Danzig-Stadt                                                                                                   | 1887–1902                     | Danzig-Land             |
| Hoch Kelpin bis 1929, Kelpin fortan                                            |                                  | Kiełpino Górne                                 | 251 (1929)                  | Gemeinde, 1908 neu durch Fusion der Gutsbezirke Hoch Kelpin und Smengorschin                                                     | 1887–1939                     | Danzig-Land             |
| Hoch Kelpin, Gutsbezirk                                                        |                                  | Kiełpino Górne                                 | 246 (1910)                  | Gutsbezirk, ging 1908 in Gemeinde Hoch Kelpin auf                                                                                | 1887–1939                     | Danzig-Land             |
| Hochneuendorf siehe: Neuendorf                                                 |                                  |                                                |                             | |                               |                         |
| Hochstrieß                                                                     | Striesz                          | Bystrzec Górny 1945–1948, Strzyża Górna fortan | 1.322 (1895) 3.399 (1905)   | Gutsbezirk, 1. April 1902 zu Danzig-Stadt                                                                                        | 1887–1902                     | Danzig-Land             |
| Hohenstein                                                                     |                                  | Pszczółki                                      | 820 (1910) 1.188 (1929)     | Gemeinde | 1920–1939                     | Dirschau                |
| Jenkau                                                                         | Janichowo                        | Jankowo                                        | 137 (1910) 505 (1929)       | Gutsbezirk bis 1929, dann Gemeinde                                                                                               | 1887–1939                     | Danzig-Land             |
| Jetau                                                                          | Groß Jetau                       | Jagatowo                                       | 364 (1910) 314 (1929)       | Gemeinde | 1887–1939                     | Danzig-Land             |
| Johannisthal                                                                   |                                  | Dolinka                                        | 72 (1910)                   | Gutsbezirk, 1929 zu Ober Buschkau                                                                                                | 1887–1939                     | Danzig-Land             |
| Katzke                                                                         |                                  | Kaczki                                         | 168 (1910)                  | Gutsbezirk bis 1929, dann Gemeinde                                                                                               | 1887–1939                     | Danzig-Land             |
| Kelpin siehe: Hoch Kelpin                                                      |                                  |                                                |                             | |                               |                         |
| Kladau                                                                         | Kladow                           | Kłodawa                                        | 491 (1910)                  | Gemeinde | 1887–1939                     | Danzig-Land             |
| Klanau                                                                         |                                  | Klonowo Dolne                                  | 455 (1910) 386 (1929)       | Gemeinde, 1929 neu durch Fusion von Nieder Klanau und Ober Klanau                                                                | 1920–1939                     | Karthaus                |
| Klein Bölkau bis 1929, Bölkau fortan                                           | Bielkowo Małe                    | Bielkówko                                      | 856 (1910) 1,110 (1929)     | Gemeinde | 1887–1939                     | Danzig-Land             |
| Klein Kelpin                                                                   |                                  | Kiełpinek                                      | 142 (1910) 139 (1929)       | Gutsbezirk bis 1929, dann Gemeinde                                                                                               | 1887–1939                     | Danzig-Land             |
| Klein Kleschkau                                                                |                                  | Kleszczewko                                    | 158 (1910)                  | Gutsbezirk, 1929 zu Langenau | 1887–1939                     | Danzig-Land             |
| Klein Saalau bis 1929, Saalau fortan                                           |                                  | Żuławka                                        | 97 (1910) 498 (1929)        | Gemeinde | 1887–1939                     | Danzig-Land             |
| Klein Trampken                                                                 |                                  | Trąbki Małe                                    | 220 (1910)                  | Gemeinde | 1887–1939                     | Danzig-Land             |
| Klempin                                                                        |                                  | Klępiny                                        | 161 (1910) 379 (1929)       | Gemeinde | 1920–1939                     | Dirschau                |
| Kleschkau siehe: Groß Kleschkau                                                |                                  |                                                |                             | |                               |                         |
| Kohling                                                                        | Koloninek                        | Kolnik                                         | 350 (1910) 422 (1929)       | Gemeinde | 1920–1939                     | Dirschau                |
| Kokoschken                                                                     |                                  | Kokoszki                                       | 215 (1910)                  | Gutsbezirk, ging an Powiat Kartuski über                                                                                         | 1887–1920                     | Danzig-Land             |
| Königlich Czapielken bis 1923, Königlich Schaplitz 1923–1929, Schaplitz fortan | Czapielsk Królewski              | Czapielsk                                      | 85 (1910) 263 (1929)        | Gemeinde | 1920–1939                     | Karthaus                |
| Konradshammer                                                                  | Conrads-hammer                   | Przymorze                                      | 279 (1910)                  | Gemeinde, 1907 zu Oliva, mit diesem 1925 zu Danzig-Stadt                                                                         | 1887–1925                     | Danzig-Land             |
| Kowall                                                                         |                                  | Kowale                                         | 202 (1910)                  | Gemeinde | 1887–1939                     | Danzig-Land             |
| Lagschau                                                                       | Lageschaw                        | Łaguszewo                                      | 173 (1910)                  | Gutsbezirk, 1929 zu Klempin | 1887–1939                     | Danzig-Land             |
| Lamenstein                                                                     | Elganowo                         | Ełganowo                                       | 711 (1910) 776 (1929)       | Gemeinde | 1920–1939                     | Dirschau                |
| Langenau                                                                       | Langnowo                         | Łęgowo                                         | 937 (1910) 1.204 (1929)     | Gemeinde | 1887–1939                     | Danzig-Land             |
| Leesen                                                                         | Lezno                            | Leźno                                          | 302 (1910)                  | Gutsbezirk, ging an Powiat Kartuski über                                                                                         | 1887–1920                     | Danzig-Land             |
| Lissau                                                                         |                                  | Lisewiec                                       | 125 (1910)                  | Gutsbezirk, 1929 zu Klein Bölkau                                                                                                 | 1887–1939                     | Danzig-Land             |
| Löblau                                                                         | Lubelau                          | Lublewo                                        | 934 (1910) 1.277 (1929)     | Gemeinde | 1887–1939                     | Danzig-Land             |
| Maczkau bis 1907, Matzkau fortan                                               | Matschkau                        | Maćkowy                                        | 169 (1910)                  | Gutsbezirk, 1929 zu Ohra, mit diesem 1933 zu Danzig-Stadt                                                                        | 1887–1933                     | Danzig-Land             |
| Maidahnen                                                                      |                                  | Majdany                                        | 131 (1910) 122 (1929)       | Gemeinde | 1920–1939                     | Karthaus                |
| Mallentin                                                                      | Mallenczyn                       | Malentyn                                       | 8 (1910)                    | Forstbezirk, 1929 zu Klein Saalau                                                                                                | 1887–1939                     | Danzig-Land             |
| Mariensee                                                                      |                                  | Przywidz                                       | 288 (1910) 426 (1929)       | Gutsbezirk bis 1929, dann Gemeinde                                                                                               | 1920–1939                     | Karthaus                |
| Marschau                                                                       | Marszewy                         | Marszewo                                       | 297 (1910) 258 (1929)       | Gemeinde | 1920–1939                     | Karthaus                |
| Mattern siehe auch: Goldkrug                                                   |                                  | Matarnia                                       | 300 (1910)                  | Gutsbezirk, ging an Powiat Kartuski über                                                                                         | 1887–1920                     | Danzig-Land             |
| Meisterswalde                                                                  |                                  | Mierzeszyn                                     | 832 (1910) 804 (1929)       | Gemeinde | 1887–1939                     | Danzig-Land             |
| Mittel Golmkau                                                                 |                                  | Gołębiewo Średnie                              | 217 (1910)                  | Gemeinde, 1929 zu Groß Golmkau                                                                                                   | 1920–1939                     | Dirschau                |
| Müggau                                                                         | Miggau                           | Migowo                                         | 152 (1910) 146 (1929)       | Gutsbezirk bis 1922, dann Gemeinde, 1929 zu Danzig-Stadt                                                                         | 1887–1929                     | Danzig-Land             |
| Nenkau                                                                         | Nenkowy                          | Jasień                                         | 234 (1910)                  | Gutsbezirk, 1929 aufgeteilt zwischen Hoch Kelpin und Schüddelkau                                                                 | 1887–1939                     | Danzig-Land             |
| Neuendorf auf der Höhe                                                         | Nijedärp, Hoch-Neuendorf         | Nowa Wieś Przywidzka                           | 366 (1910) 278 (1929)       | Gemeinde | 1920–1939                     | Karthaus                |
| Nieder Klanau siehe: Klanau                                                    |                                  |                                                |                             | |                               |                         |
| Niedersommerkau                                                                | Klein Szumprczie                 | Ząbrsko Dolne                                  | 117 (1910) 91 (1929)        | Gemeinde | 1920–1939                     | Karthaus                |
| Nobel                                                                          | Konstan-tinopel                  | Niegowo                                        | 116 (1910) 122 (1929)       | Gemeinde | 1887–1939                     | Danzig-Land             |
| Ober Buschkau bis 1929, Buschkau fortan                                        |                                  | Buszkowy                                       | 502 (1910) 709 (1929)       | Gemeinde | 1920–1939                     | Karthaus                |
| Oberhölle                                                                      | Oberhöl                          | Piekło Górne                                   | 144 (1910) 129 (1929)       | Gemeinde | 1920–1939                     | Berent                  |
| Oberhütte                                                                      | Oberhütung                       | Huta Górna                                     | 248 (1910) 209 (1929)       | Gemeinde | 1920–1939                     | Karthaus                |
| Oberkahlbude                                                                   | Kolbude, Kolbudy Górne           | Kolbudy                                        | 348 (1910) 512 (1929)       | Gemeinde | 1920–1939                     | Karthaus                |
| Ober Klanau siehe: Klanau                                                      |                                  |                                                |                             | |                               |                         |
| Obersommerkau                                                                  | Groß Szumprczie                  | Ząbrsko Górne                                  | 256 (1910) 187 (1929)       | Gemeinde | 1920–1939                     | Karthaus                |
| Ochsenkopf                                                                     | Ossenkop                         | Częstocin                                      | 118 (1910) 208 (1929)       | Gemeinde | 1920–1939                     | Berent                  |
| Ohra                                                                           |                                  | Orunia                                         | 11.029 (1910)               | Gemeinde, 1933 zu Danzig-Stadt                                                                                                   | 1887–1933                     | Danzig-Land             |
| Oliva                                                                          |                                  | Oliwa                                          | 9.346 (1925)                | Gemeinde, 1925 zu Danzig-Stadt                                                                                                   | 1887–1925                     | Danzig-Land             |
| Oliva, Forst                                                                   |                                  | Oliwa-Leśniczówko                              | 52 (1910) 125 (1929)        | Forstbezirk | 1887–1939                     | Danzig-Land             |
| Ostroschken                                                                    | Ostroszken                       | Ostróżki                                       | 201 (1910) 214 (1929)       | Gemeinde | 1920–1939                     | Karthaus                |
| Ottomin                                                                        |                                  | Otomin                                         | 60 (1905) 82 (1929)         | Forstbezirk (1907 von Sulmin abgetrennt) bis 1929, dann Gemeinde                                                                 | 1887–1939                     | Danzig-Land             |
| Pietzkendorf                                                                   |                                  | Piecki                                         | 338 (1910) 357 (1929)       | Gemeinde | 1887–1939                     | Danzig-Land             |
| Pomlau                                                                         |                                  | Pomlewo                                        | 432 (1910) 365 (1929)       | Gemeinde | 1920–1939                     | Karthaus                |
| Postelau                                                                       |                                  | Postołowo                                      | 405 (1910) 432 (1929)       | Gemeinde | 1920–1939                     | Dirschau                |
| Prangenau bis 1923, Prangenau im Radaunetal                                    |                                  | Pręgowo                                        | 621 (1910) 576 (1929)       | Gemeinde | 1920–1939                     | Karthaus                |
| Prangschin                                                                     | Pręgszyn                         | Prędzieszyn                                    | 234 (1910)                  | Gutsbezirk, ging 1929 in Straschin-Prangschin auf                                                                                | 1887–1939                     | Danzig-Land             |
| Praust                                                                         |                                  | Pruszcz 1945–1951, Pruszcz Gdański fortan      | 2.841 (1910) 3.878 (1929)   | Gemeinde, 1939 zu Danzig-Stadt                                                                                                   | 1887–1939                     | Danzig-Land             |
| Prausterkrug                                                                   |                                  | Pruska Karczma                                 | 9 (1910)                    | Forstbezirk, 1929 zu Grenzdorf                                                                                                   | 1887–1939                     | Danzig-Land             |
| Rambau                                                                         |                                  | Rębowo                                         | 82 (1910)                   | Gutsbezirk (1907 von Sulmin abgetrennt), 1929 zu Schüddelkau                                                                     | 1887–1939                     | Danzig-Land             |
| Rambeltsch                                                                     |                                  | Rębielcz                                       | 401 (1910) 663 (1929)       | Gemeinde | 1920–1939                     | Dirschau                |
| Ramkau                                                                         | Rambechau                        | Rębiechowo                                     | 538 (1910)                  | Gemeinde, ging an Powiat Kartuski über                                                                                           | 1887–1920                     | Danzig-Land             |
| Rexin                                                                          |                                  | Rekcin                                         | 158 (1910)                  | Gutsbezirk, 1929 zu Klein Saalau                                                                                                 | 1887–1939                     | Danzig-Land             |
| Richthof (alt) siehe: Sulmin                                                   |                                  |                                                |                             | |                               |                         |
| Richthof (neu)                                                                 | Rychtow                          | Otomin                                         |                             | Ortslage von Richthof bis 1920 (das ansonsten als Sulmin an den Powiat Kartuski überging), 1923 selbst Gemeinde, 1929 zu Ottomin | 1887–1939                     | Danzig-Land             |
| Rosenberg                                                                      | Rozemberk                        | Różyny                                         | 474 (1910) 778 (1929)       | Gemeinde | 1887–1939                     | Danzig-Land             |
| Rottmannsdorf                                                                  | Rothmancke                       | Rotmanka                                       | 155 (1910)                  | Gutsbezirk, ging 1929 in Straschin-Prangschin auf                                                                                | 1887–1939                     | Danzig-Land             |
| Russoschin                                                                     | Russoczyn                        | Rusocin                                        | 205 (1910)                  | Gutsbezirk, 1929 zu Langenau | 1887–1939                     | Danzig-Land             |
| Saalau siehe: Klein Saalau                                                     |                                  |                                                |                             | |                               |                         |
| Saskoschin                                                                     | Saskoczin                        | Zaskoczyn                                      | 164 (1910) 247 (1929)       | Gutsbezirk bis 1929, dann Gemeinde                                                                                               | 1887–1939                     | Danzig-Land             |
| Saspe                                                                          |                                  | Zaspa                                          | 3.149 (1910)                | Gutsbezirk, 1914 zu Danzig-Stadt                                                                                                 | 1887–1914                     | Danzig-Land             |
| Schäferei                                                                      | Széperëjô                        | Owczarnia                                      | 83 (1910)                   | Gutsbezirk, ging an Powiat Kartuski über                                                                                         | 1887–1920                     | Danzig-Land             |
| Schaplitz siehe: Königlich Czapielken                                          |                                  |                                                |                             | |                               |                         |
| Scharfenort                                                                    |                                  | Ostróżek                                       | 150 (1910) 172 (1929)       | Gutsbezirk, ging 1929 in Straschin-Prangschin auf                                                                                | 1887–1939                     | Danzig-Land             |
| Scharshütte                                                                    |                                  | Gromadzin                                      | 133 (1910) 109 (1929)       | Gemeinde | 1920–1939                     | Berent                  |
| Schellmühl                                                                     | Szelmeja                         | Młyniska                                       | 533 (1910)                  | Gemeinde, 1914 zu Danzig-Stadt                                                                                                   | 1887–1914                     | Danzig-Land             |
| Scherniau siehe: Czerniau                                                      |                                  |                                                |                             | |                               |                         |
| Schönbeck                                                                      |                                  | Miłowo                                         | 371 (1910) 296 (1929)       | Gemeinde | 1920–1939                     | Karthaus                |
| Schönfeld bei Danzig                                                           |                                  | Łostowice                                      | 407 (1910) 768 (1929)       | Gemeinde | 1887–1939                     | Danzig-Land             |
| Schönfeld, Gutsbezirk                                                          |                                  | Łostowice                                      | 88 (1910)                   | Gutsbezirk, 1929 zur Gemeinde Schönfeld                                                                                          | 1887–1939                     | Danzig-Land             |
| Schönwarling                                                                   | Schu-werinken                    | Skowarcz                                       | 691 (1910) 769 (1929)       | Gemeinde | 1887–1939                     | Danzig-Land             |
| Schüddelkau                                                                    |                                  | Szadółki                                       | 262 (1910) 557 (1929)       | Gemeinde | 1887–1939                     | Danzig-Land             |
| Schwarzenfelde siehe: Czerniau, Gutsbezirk                                     |                                  |                                                |                             | |                               |                         |
| Schwarzhütte                                                                   | Czarnahuta                       | Czarna Huta                                    | 116 (1910) 108 (1929)       | Gemeinde | 1920–1939                     | Berent                  |
| Schwintsch                                                                     |                                  | Świńcz                                         | 198 (1910) 362 (1929)       | Gutsbezirk bis 1929, dann Gemeinde                                                                                               | 1887–1939                     | Danzig-Land             |
| Senslau                                                                        | Żenisławki                       | Żelisławki                                     | 249 (1910)                  | Gutsbezirk, 1929 zu Rambeltsch                                                                                                   | 1920–1939                     | Dirschau                |
| Smengorschin                                                                   |                                  | Smęgorzyno                                     | 65 (1905)                   | Gutsbezirk, ging 1908 in Hoch Kelpin auf                                                                                         | 1887–1939                     | Danzig-Land             |
| Sobbowitz                                                                      | Sobitz, Suhbewitz                | Sobowidz                                       | 155 (1910)                  | Gutsbezirk bis 1929, dann Gemeinde                                                                                               | 1920–1939                     | Dirschau                |
| Stangenwalde                                                                   | Stęgwałd                         | Jodłowno                                       | 207 (1910) 201 (1929)       | Gemeinde | 1920–1939                     | Karthaus                |
| Straschin                                                                      |                                  | Straszyn                                       | 279 (1910)                  | Gutsbezirk, ging 1929 in Straschin-Prangschin auf                                                                                | 1887–1939                     | Danzig-Land             |
| Straschin-Prangschin                                                           | Straszyn Prędzieszyn             | Straszyn                                       | 885 (1929)                  | Gemeinde, 1929 neu durch Fusion von Artschau, Prangschin, Rottmannsdorf und Straschin gebildet                                   | 1887–1939                     | Danzig-Land             |
| Strauchhütte                                                                   | Strukhuta                        | Kierzkowo                                      | 313 (1910) 268 (1929)       | Gemeinde | 1920–1939                     | Berent                  |
| Strippau                                                                       | Strzepowo                        | Trzepowo                                       | 377 (1910) 422 (1929)       | Gemeinde | 1920–1939                     | Berent                  |
| Strippau, Gutsbezirk                                                           | Strzepowo                        | Trzepowo                                       | 78 (1910)                   | Gutsbezirk, 1929 zur Gemeinde Strippau                                                                                           | 1920–1939                     | Berent                  |
| Sukczyn bis 1894, Suckschin fortan                                             |                                  | Żukczyn                                        | 349 (1910) 331 (1929)       | Gemeinde | 1887–1939                     | Danzig-Land             |
| Sulmin bis 1908, Richthof 1908–1920, Sulmin fortan siehe auch: Richthof (neu)  |                                  | Sulmin                                         | 270 (1910)                  | Gutsbezirk bis 1907, dann Gemeinde, ging an Powiat Kartuski über                                                                 | 1887–1920                     | Danzig-Land             |
| Tiefenthal                                                                     | Dypendal                         | Roztoka                                        | 172 (1910) 121 (1929)       | Gemeinde | 1920–1939                     | Karthaus                |
| Trampken                                                                       |                                  | Trąbki                                         | 7 (1910)                    | Forstbezirk, 1929 zur Gemeinde Groß Trampken                                                                                     | 1887–1939                     | Danzig-Land             |
| Trockenhütte                                                                   | Suchahuta                        | Sucha Huta                                     | 301 (1910) 242 (1929)       | Gemeinde | 1920–1939                     | Berent                  |
| Uhlkau                                                                         |                                  | Ulkowy                                         | 259 (1910) 241 (1929)       | Gutsbezirk bis 1920, dann Gemeinde                                                                                               | 1920–1939                     | Dirschau                |
| Unter Buschkau                                                                 |                                  | Buszkowy Dolne                                 | 156 (1910)                  | Gutsbezirk, 1929 zu Ober Buschkau                                                                                                | 1920–1939                     | Karthaus                |
| Wartsch, Gemeinde                                                              |                                  | Warcz                                          | 309 (1910) 294 (1929)       | Gemeinde | 1887–1939                     | Danzig-Land             |
| Wartsch, Gutsbezirk                                                            |                                  | Warcz                                          | 66 (1910)                   | Gutsbezirk, 1929 zur Gemeinde Wartsch                                                                                            | 1887–1939                     | Danzig-Land             |
| Schweinebude bis 1889 Wiesenthal                                               | Swienie Budy                     | Drzewina                                       | 149 (1910) 153 (1929)       | Gemeinde | 1920–1939                     | Berent                  |
| Wonneberg                                                                      | Wónebarch, Wujeścisko            | Ujeścisko                                      | 742 (1910) 990 (1929)       | Gemeinde, 1. April 1942 zu Danzig-Stadt                                                                                          | 1887–1939                     | Danzig-Land             |
| Woyanow                                                                        |                                  | Wojanowo                                       | 176 (1910)                  | Gutsbezirk, 1929 zu Schwintsch, 1935 zu Praust                                                                                   | 1887–1939                     | Danzig-Land             |
| Zankenzin                                                                      | Zankenczyn                       | Zakoniczyn                                     | 143 (1910)                  | Gutsbezirk, 1929 zu Gemeinde Schönfeld                                                                                           | 1887–1939                     | Danzig-Land             |
| Zigankenberg                                                                   | Zechanke, Cyganki, Góra Cygańska | Suchanino                                      | 2.076 (1895)                | Gemeinde, 1902 zu Danzig-Stadt                                                                                                   | 1887–1902                     | Danzig-Land             |
| Zipplau                                                                        |                                  | Cieplewo                                       | 184 (1910)                  | Gemeinde | 1887–1939                     | Danzig-Land             |
| Zoppot                                                                         |                                  | Sopot                                          | 15.015 (1910) 30.835 (1929) | Stadt, Jan. 1920 kreisangehörig, März 1920 kreisfrei (Stadtkreis)                                                                | 1920, 10. Januar bis 25. März | Neustadt in Westpreußen |